# Опыт (шхуна, 1847)
«Опыт» — двухмачтовая парусная шхуна Балтийского флота Российской империи, строившаяся по образцу балтиморских клиперов. В связи с тем, что первоначально судно использовалось в качестве яхты главного командира Кронштадтского порта, во многих источниках упоминается в качестве яхты. Шхуна находилась в составе флота с 1847 по 1863 год, совершала плавания в акватории Балтийского моря и Финского залива, использовалась для практических и крейсерских плаваний, принимала участие в гонках яхт и экспедиции Балтийского флота в датские воды 1848—1850 годов.

## Описание судна
Парусная двухмачтовая шхуна с деревянным корпусом, построенная по образцу балтиморских клиперов из элементов набора разобранного фрегата «Александра» с добавлением нового леса для палубы и обшивки. Водоизмещение шхуны составляло около 82 тонн, длина между перпендикулярами по сведениям из различных источников — от 20,42 до 21,7 метра, ширина — 5,9 метра, а осадка — от 2,2 до 2,44 метра. Шхуна была оборудована двумя наклоненными в корму 20-метровыми мачтами. Основное парусное вооружения шхуны состояло из фока, грота и кивера общей площадью 346 квадратных метров
Шхуна строилась гладкопалубной и, с целью обеспечения достаточной высоты помещений, её нижняя палуба была настолько сильно опущена вниз, что не позволило разместить балласт, запасы воды и провизии центральной части судна, как было предусмотрено первоначальным проектом, и их пришлось сдвигать к оконечностям судна. Это в свою очередь привело к появлению впоследствии неприятную килевую качку, которая была присуща шхуне в ненастную погоду погоду. Однако несмотря на появление такой качки, мореходные качества судна: ход, остойчивость и управляемость, при эксплуатации получили высокую оценку.
Одна из четырёх шхун и шести парусных и парусно-гребных судов Российского императорского флота, носивших это наименование. В составе Балтийского флота также несли службу одноимённая парусная шхуна 1819 года постройки и парусный катер 1806 года постройки, в составе Черноморского флота — одноимённый транспорт, а затем бомбардирский корабль 1825 года постройки и парусная шхуна 1852 года постройки, в составе Каспийской флотилии — одноимённая шхуна 1843 года постройки.

## История службы
Шхуна «Опыт» была заложена в южном доке Кронштадтской верфи 26 июня (8 июля) 1847 года и после вывода из дока и спуска на воду 8 (20) октября 1847 года вошла в состав Балтийского флота России. Строительство вёл кораблестроитель кондуктор корпуса корабельных инженеров Петров по проекту, подготовленному вице-адмиралом И. И. Шанцем. Строилась как яхта или яхт-шхуна, предназначенная для главного командира Кронштадтского порта.
В 1848 году принимала участие в гонках яхт проводившихся Санкт-Петербургским Императорским яхт-клубом, после чего ушла в практическое плавание в Финский залив. В кампанию 1849 года совершала плавания в Финском заливе и финляндских шхерах.
Участвовала в экспедиции Балтийского флота 1848—1850 годов в воды Дании. 24 июля (5 августа) 1850 года в составе отряда пришла на Зондербургский рейд, где суда отряда присоединились к находившейся там 3-й флотской дивизии под общим командованием вице-адмирала И. П. Епанчина. 24 августа (5 сентября) принимала участие в показательном сражении в составе отряда, 16 (28) сентября вместе с остальными судами дивизии ушла в Кронштадт. В кампанию этого года командир шхуны капитан-лейтенант П. Н. Бессарабский был награждён орденом Святой Анны III степени. В кампанию 1851 года в составе отряда из восьми судов Балтийского флота под общим командованием контр-адмирала великого князя Константина Николаевича выходила в плавания по Финскому заливу, в 1852, 1853 годах и с 1856 по 1858 год также ежегодно выходила в плавания в Финский залив. В кампанию 1860 года совершала крейсерские плавания между Санкт-Петербургом и Кронштадтом. 
5 (17) января 1863 года шхуна «Опыт» была исключена из списков судов флота.

## Командиры шхуны
Командирами парусной шхуны «Опыт» в составе Российского императорского флота в разное время служили:
- лейтенант, а с 6 (18) декабря 1849 года капитан-лейтенант П. Н. Бессарабский (1848–1851 годы)[16];
- лейтенант В. К. Филатов (1853 год)[17];
- лейтенант М. Е. Колтовский (с 1856 года до июня 1857 года)[18];
- лейтенант С. И. Неделькович (с июня 1858 года)[19];
- лейтенант М. Е. Колтовской (частично в 1858 году)[18].